# Max de Waal
Max de Waal (Hoorn, 10 januari 2002) is een Nederlands voetballer die als middenvelder speelt. Hij maakte in de zomer van 2023 de overstap van Ajax naar Willem II.

## Clubcarrière

### Ajax
Max de Waal speelde in de jeugd van SV Always Forward en HVV Hollandia. Sinds 2013 speelt hij in de jeugdopleiding van AFC Ajax. Hij debuteerde in het betaald voetbal voor Jong Ajax op 16 september 2019, in de met 2-0 gewonnen thuiswedstrijd in de Eerste divisie tegen Jong PSV. De Waal kwam in de 69e minuut in het veld voor Alex Méndez en scoorde in de 90+2e minuut de 2-0 op aangeven van mededebutant Jaymillio Pinas. Op 16 december 2020 zat hij voor het eerst op de bank bij het eerste elftal van AFC Ajax, hij debuteerde die dag echter niet. Voor Jong Ajax kwam hij in het seizoen 2020/21 wel geregeld tot speeltijd. In het seizoen 2021/22 scoorde De Waal negen doelpunten in de eerste seizoenshelft.  

### PEC Zwolle
In de winter van 2022 werd De Waal verhuurd aan PEC Zwolle. Op 5 februari 2022 maakte hij tegen N.E.C. als invaller zijn debuut voor PEC Zwolle en tevens in de Eredivisie. Namens PEC Zwolle kwam hij tot zeven wedstrijden, allen als invaller. Daarin wist hij niet te scoren. 

### ADO Den Haag
Na afloop van het seizoen 2021/22 keerde de Waal niet terug naar Ajax, maar vertrok hij opnieuw op huurbasis. Op 24 juni 2022 werd bekend dat ADO Den Haag de Waal gedurende het seizoen 2022/23 op huurbasis over zou nemen van Ajax. Op 5 augustus debuteerde hij tegen Heracles Almelo namens ADO. Op 28 augustus was hij goed voor zijn eerste goal en assist voor ADO tegen uitgerekend Jong Ajax. Hij speelde 21 wedstrijden voor ADO, waarin hij goed was voor twee goals en twee assists.

### Willem II
De Waal vertrok in de zomer van 2023 definitief bij Ajax en vertrok naar Willem II, dat net begon aan zijn tweede seizoen in de Eerste Divisie. Hij tekende een contract tot medio 2026. Op 13 augustus maakte hij tegen FC Eindhoven zijn debuut. Op 6 oktober maakte hij als invaller tegen De Graafschap zijn eerste doelpunt voor Willem II. In de tweede seizoenshelft kwam De Waal eigenlijk amper meer in actie, maar zag hij wel vanaf de bank hoe Willem II op 10 mei kampioen werd van de Eerste Divisie door Telstar met 3-2 te verslaan. 

### VVV-Venlo
Tijdens de eerste vier competitiewedstrijden van het seizoen 2024/25 kreeg De Waal geen speeltijd bij Willem II. In de laatste uren van de transferperiode werd hij de rest van het seizoen verhuurd aan VVV-Venlo.

## Clubstatistieken

### Beloften
| Seizoen         | Club            | Competitie      | Competitie | Competitie |
| Seizoen         | Club            | Competitie      | Wed.       | Dlp.       |
| --------------- | --------------- | --------------- | ---------- | ---------- |
| 2019/20         | Jong Ajax       | Eerste divisie  | 2          | 1          |
| 2020/21         | Jong Ajax       | Eerste divisie  | 19         | 1          |
| 2021/22         | Jong Ajax       | Eerste divisie  | 20         | 9          |
| Beloften totaal | Beloften totaal | Beloften totaal | 41         | 11         |

### Senioren
| Seizoen                        | Club            | Competitie      | Competitie | Competitie | Beker | Beker | Overig | Overig | Totaal | Totaal |
| Seizoen                        | Club            | Competitie      | Wed.       | Dlp.       | Wed.  | Dlp.  | Wed.   | Dlp.   | Wed.   | Dlp.   |
| ------------------------------ | --------------- | --------------- | ---------- | ---------- | ----- | ----- | ------ | ------ | ------ | ------ |
| 2020/21                        | Ajax            | Eredivisie      | 0          | 0          | 0     | 0     | 0      | 0      | 0      | 0      |
| 2021/22                        | → PEC Zwolle    | Eredivisie      | 7          | 0          | 0     | 0     | –      | –      | 7      | 0      |
| 2022/23                        | → ADO Den Haag  | Eerste divisie  | 18         | 2          | 3     | 0     | –      | –      | 21     | 2      |
| 2023/24                        | Willem II       | Eerste divisie  | 14         | 1          | 1     | 0     | –      | –      | 15     | 1      |
| 2024/25                        | Willem II       | Eredivisie      | 0          | 0          | 0     | 0     | –      | –      | 0      | 0      |
| 2024/25                        | → VVV-Venlo     | Eerste divisie  | 18         | 2          | 1     | 0     | –      | –      | 19     | 2      |
| 2025/26                        | Willem II       | Eerste divisie  | 1          | 0          | 0     | 0     | –      | –      | 1      | 0      |
| Senioren totaal                | Senioren totaal | Senioren totaal | 59         | 5          | 5     | 0     | 0      | 0      | 64     | 5      |
| Carrièretotaal                 | Carrièretotaal  | Carrièretotaal  | 100        | 16         | 5     | 0     | 0      | 0      | 105    | 16     |
| Bijgewerkt op 17 augustus 2025 |                 |                 |            |            |       |       |        |        |        |        |